# Astrakanvirkning
Astrakanvirkning, virkmönster som består av luftmaskknutar på en botten av fastmaskor. Astrakanvirkning var från början en imitation av persianlammskinn. Virkmönstret användes förr till kragar och manschetter på kappor och till mössor.